# Esko Helle
Esko Antero Helle, född 28 maj 1938 i Janakkala, död 3 januari 2014 i Tavastehus, var en finländsk politiker (DFFF/Vf). Han var partiledare för Demokratiska Förbundet för Finlands Folk 1985–1988 och ledamot av Finlands riksdag 1983–2003.
Helle avlade 1966 odontologie licentiatexamen vid Helsingfors universitet. Han var specialtandläkare till yrket och han avled 2014 i cancer.